# Renault Clio VI
La Renault Clio 6 est une automobile citadine du constructeur automobile français Renault, qui sera commercialisée en 2026.

## Caractéristiques techniques

### Motorisations
La Clio VI recevra les motorisations suivantes :
- en essence : 3-cylindres 1,0 litre de 100 ch (BMV6),
- en hybride : 3-cylindres (code HR12) 1,2 litre de 115 ch (BMV6 ou EDC6) + micro-hybridation 12V
- en GPL : 3-cylindres (ECO-G) 1,2 litre de 120 ch (BMV6 ou EDC6) + micro-hybridation 12V
- en hybride : 4-cylindres (code HR18) 1,8 litre de 160 ch (BVA) + hybridation avec machine électrique radial de 67 ch / 212 Nm

Clio E-Tech